# Lisa Boscarino
Lisa Boscarino Pagán (ur. 18 maja 1961) – portorykańska judoczka. Dwukrotna olimpijka. Zajęła trzynaste miejsce w Barcelonie 1992 i siódma w turnieju pokazowym w Seulu 1988. Walczyła w wadze półlekkiej.
Uczestniczka mistrzostw świata w 1986, 1987 i 1991. Startowała w Pucharze Świata w 1992. Triumfatorka igrzysk panamerykańskich w 1987 i trzecia w 1991. Wygrała igrzyska Ameryki Środkowej i Karaibów w 1986. Brązowa medalistka mistrzostw panamerykańskich w 1986 roku.

## Letnie Igrzyska Olimpijskie 1988
| Konkurencja | Eliminacje              | Klas. końcowa |
| Konkurencja | Przeciwnik I            | Miejsce       |
| ----------- | ----------------------- | ------------- |
| 52 kg       | Kaori Yamaguchi (JPN) P | 7.            |

## Letnie Igrzyska Olimpijskie 1992
| Konkurencja | Eliminacje               | Repasaże            | Klas. końcowa |
| Konkurencja | Przeciwnik I             | Przeciwnik I        | Miejsce       |
| ----------- | ------------------------ | ------------------- | ------------- |
| 52 kg       | Noriko Mizoguchi (JPN) P | Kim Eun-hui (KOR) P | 13.           |